# Ogni rivoluzione è un colpo di dadi
Ogni rivoluzione è un colpo di dadi è un cortometraggio del 1977 diretto da Jean-Marie Straub e da Danièle Huillet ispirato a un poema di Stéphane Mallarmé.

## Trama
Alcuni personaggi recitano un poema di Mallarmé, Un colpo di dadi non abolirà mai il caso, seduti sull'erba .

## Produzione
Il film venne girato in due giorni nel cimitero di Père-Lachaise di Parigi, dal 9 al 10 maggio 1977.